# 延斯·兰贝克
延斯·兰贝克（丹麥語：Jens Lambæk，1899年10月16日—1985年10月21日），丹麦男子竞技体操运动员。他曾代表丹麦获得1920年夏季奥运会体操比赛男子团体瑞典式银牌。他于1985年在海宁市镇去世。